# Onești
Onești  è un municipio della Romania di 51,\681 abitanti, ubicato nel distretto di Bacău, nella regione storica della Moldavia.
Fanno parte dell'area amministrativa anche le località di Borzești e Slobozia. Borzești è la sede di un'importante chiesa e luogo di nascita di Ștefan cel Mare.
La città è famosa per avere dato i natali a Nadia Comăneci, stella della ginnastica artistica negli anni 70.

## Storia
La città venne fondata il 14 dicembre 1458 e venne chiamata Onești in onore di Oana, figlia di Ștefan cel Mare, nei cui possessi si trovava. Tra il 1965 ed il 1996, la città assunse il nome di Gheorghe Gheorghiu-Dej, ex Presidente della Romania.
Patrono della città è San Nicola ed il 6 dicembre, giorno dedicato al Santo, è la festa patronale.

## Economia
Onești è una città prevalentemente industriale, con un'economia piuttosto sviluppata; i settori industriali più importanti sono la petrolchimica, la produzione di abbigliamento e la lavorazione del legno.

## Amministrazione

### Gemellaggi
- Eysines
- Skien
- Pistoia
- Template:Gemmellaggio